# Michael Eaude
Michael Eaude (Londres, Anglaterra, 1949) és un sindicalista, periodista i escriptor anglés, establert a Catalunya des de 1992.
Després d'actuar al seu país natal com a decidit opositor al thatcherisme dels anys 80, a través de sindicats d'esquerra i en diversos moviments socials, l'any 1992 es traslladà a Catalunya, i comencà a treballar en diverses ocupacions, primer en els ferrocarrils, més endavant com a conductor d'autobusos, i fins i tot de portalliteres, però ben aviat passà a dedicar-se plenament a l'escriptura i a l'assaig històric. Seguint la tradició d'altres britànics que, com Paul Preston o Ian Gibson, expliquen el món als seus compatriotes, Eaude ho fa amb estudis dedicats a Barcelona, Catalunya, i el País Valencià, un territori que també coneix força bé, ja que viu una part de l'any a la comarca del Racó d'Ademús, a causa de la relació de parella que manté de fa anys amb Marisa Asensio, una catalana amb arrels a aquest indret del País Valencià, d'on eren oriünds els seus pares.
Com a escriptor i assagista, a més de publicar diversos articles sobre las figures de Ernest Hemingway, Richard Zimler, Arturo Barea o Manuel Vázquez Montalbán, entre d'altres, també és l'autor de "Sails & winds: a cultural history of Valencia", un llibre publicat l'any 2019, el títol del qual correspon a la traducció literal de “Veles e vents”, el famós poema d'Ausiàs March musicat per Raimon. L'obra, carregada de dades històriques permet comprendre la formació del País Valencià actual. L'arrel històrica ajuda a contextualitzar els llocs d'interès, geogràfics o monumentals, que hi apareixen descrits, com la Morella, Peníscola, Sagunt, València, Gandia, Alcoi, Benidorm, Xixona, Elx o Oriola, entre d'altres. El recorregut pel territori és minuciós detallant fites com la conquesta de Jaume I, la influència de la Família Borja, els efectes de la guerra de Successió, la importància de la Revolució Industrial, l'auge del blasquisme o la Guerra Civil i la repressió posterior.
El darrer assaig d'Eaude, publicat el 2022, "A people's history of Catalonia", és una síntesi interpretativa dels moviments populars catalans al llarg de la història, des de les 'Assemblees de Pau i Treva' del segle XI, passant pels 'remences', fins al més recent de tots, el 'procés independentista català', un moviment interclassista que culmina, fins al moment, en el Referèndum sobre la independència de Catalunya de 2017. Aquest llibre omple un buit en la historiografia i també en el periodisme en anglès, que no s'ha ocupat de manera substancial d'explicar "des de la base" els processos històrics que han tingut lloc a Catalunya. La visió cultural, històrica i literària, però sobretot social, de Catalunya des de l'època de la Marca Hispànica fins a l'1 d’Octubre i la repressió posterior, queden molt ben reflectides en aquesta obra d'Eaude.